# Viorica Neculai
Viorica Neculai (kasneje poročena Ilica), *3. julij 1967, Vorniceni, Botoșani, Romunija.
Z romunskim osmercem ja na poletnih olimpijskih igrah 1992 v Barceloni osvojila srebro, na svetovnih prvenstvih 1989, 1991 in 1993 pa je nato osvojila še po dve bronasti in dve zlati medalji.